# Nordlysobservatoriet
Nordlysobservatoriet er et geofysiske observatorium i Tromsø, Norge. Det er en forskningsinstitution under Fakultet for naturvitenskap og teknologi ved Universitetet i Tromsø. Det blev oprettet i 1928, og det blev herefter slået sammen med Universitetet, da dette blev grundlagt i 1972. Nordlysobservatoriet er lokaliseret nær Prestvannet i Tromsø og har seks ansatte.   
Nordlysobservatoriets første bygning blev rejst i 1927/28 og åbnede i 1930, efter at Rockefeller Foundation havde bevilget 75.000 dollars til oprettelsen. Leiv Harang ble den første leder for observatoriet.  